# 36 Vayadhinile
Pour plus de détails, voir Fiche technique et Distribution.
36 Vayadhinile est une comédie dramatique indienne, réalisé par Rosshan Andrrews, sorti en 2015. Il s'agit du remake officiel du film malayalam How Old Are You ?.  
Le film met en scène dans le rôle principal Jyothika dont c'est le retour au cinéma. Pour ce rôle illustrant le statut d'une femme mariée dans l'Inde moderne, Jyothika a obtenu le prix du jury aux South Filmfare Awards. 

## Synopsis
Vasanthi mène une vie effacée auprès de Tamizhselvan, son mari, et  Mithila, leur fille. Tamizhselvan a l'opportunité d'émigrer en Irlande, mais Vasanthi ne parvient pas à trouver un travail lui permettant de l'accompagner. Elle se prépare donc à voir partir son mari et sa fille alors qu'elle vit par ailleurs un épisode particulièrement humiliant. Mais ces événements sont aussi l'occasion de prendre un nouveau départ.

## Fiche technique
- Titre : 36 Vayadhinile
- Réalisateur : Rosshan Andrrews
- Scénario : Bobby Sanjay
- Musique : Santhosh Narayanan
- Paroles :Vivek
- Production : Suriya 2D Entertainment
- Distribution France : Annaa Films
- Pays d'origine :  Inde
- Langue : Tamoul
- Sortie : 15 mai 2015
- Durée : 115 minutes

## Distribution
- Jyothika : Vasanthi
- Rahman : Tamizhselvan
- Nassar : Commissioner Rajan
- Amritha Anil : Mithila
- Delhi Ganesh : Beau-père de Vasanthi